# (2957) Tatsuo
(2957) Tatsuo (1934 CB1) – planetoida z pasa głównego asteroid okrążająca Słońce w ciągu 5,26 lat w średniej odległości 3,02 j.a. Odkryta 5 lutego 1934 roku.